# Schnellkampfgeschwader 210
Schnellkampfgeschwader 210 (dobesedno slovensko: Hitri bojni polk 210; kratica SKG 210) je bil hitri bombniški letalski polk (Geschwader) v sestavi nemške Luftwaffe med drugo svetovno vojno.

## Organizacija
- štab
- I. skupina
- II. skupina
- III. skupina

## Vodstvo polka
Poveljniki polka (Geschwaderkommodore)
- Major Walter Storp: 24. april 1941
- Major Arved Crüger: 30. september 1941